# ルーダ
ルーダ（伊: Ruda）は、イタリア共和国フリウリ＝ヴェネツィア・ジュリア州ウーディネ県にある、人口約2,800人の基礎自治体（コムーネ）。

## 地理

### 位置・広がり
ウーディネ県南東部にあるコムーネである。ルーダの集落は、チェルヴィニャーノ・デル・フリウーリの東北東約6km、モンファルコーネの西北西約11km、ゴリツィアの南西約20km、県都ウーディネの南南東約29kmに位置する
。

#### 隣接コムーネ
隣接するコムーネは以下の通り。括弧内のGOはゴリツィア県所属を示す。
- アイエッロ・デル・フリウーリ
- カンポロンゴ・タポリアーノ
- チェルヴィニャーノ・デル・フリウーリ
- フィウミチェッロ・ヴィッラ・ヴィチェンティーナ
- サン・ピエール・ディゾンツォ (GO)
- トゥッリアーコ (GO)
- ヴィッレッセ (GO)

### 気候分類・地震分類
ルーダにおけるイタリアの気候分類 (it) および度日は、zona E, 2257 GGである。
また、イタリアの地震リスク階級 (it) では、zona 3 (sismicità bassa) に分類される。

## 行政

### 分離集落
ルーダには、以下の分離集落（フラツィオーネ）がある。
- Alture, Cortona, La Fredda, Mortesins, Perteole, Saciletto, San Nicolò

## 人物

### 著名な出身者
- タルチシオ・ブルニチ - 1950-70年代に活動したサッカー選手（イタリア代表）。